# Mrozy Wielkie
Mrozy Wielkie (deutsch Groß Mrosen, 1929 bis 1938 Mrossen, 1938 bis 1945 Schönhorst (Ostpr.)) ist ein Dorf in der polnischen Woiwodschaft Ermland-Masuren, das zur Gmina Ełk (Landgemeinde Lyck) im Powiat Ełcki (Kreis Lyck) gehört.

## Geographische Lage
Mrozy Wielkie liegt am Südufer des Großen Sellmentsees (polnisch Jezioro Selmęt Wielki) im Südosten der Woiwodschaft Ermland-Masuren, fünf Kilometer südöstlich der Kreisstadt Ełk (Lyck).

## Geschichte
Gegründet wurde das nach 1785 Groß Mroszen, nach 1818 Groß Mrotzen, nach 1898 Groß Mrosen, auch: Groß Mrossen, und ab 1929 Mrossen genannte Dorf im Jahre 1473.
1874 wurde es in den Amtsbezirk Selment eingegliedert. Er hatte seinen Amtssitz in Klein Mrosen (polnisch Mrozy Małe), das 1905/07 nach Groß Mrosen, dem späteren „Schönhorst (Ostpr.)“, eingemeindet wurde, was 1938 zur Umbenennung des Amtsbezirks in „Amtsbezirk Schönhorst (Ostpr.)“ veranlasste. Der Amtsbezirk gehörte bis 1945 zum Kreis Lyck im Regierungsbezirk Gumbinnen (1905: Regierungsbezirk Allenstein) in der preußischen Provinz Ostpreußen.
Im Jahr 1910 verzeichnete Groß Mrosen 242 Einwohner. Aufgrund der Bestimmungen des Versailler Vertrags stimmte die Bevölkerung im Abstimmungsgebiet Allenstein, zu dem Groß Mrosen gehörte, am 11. Juli 1920 über die weitere staatliche Zugehörigkeit zu Ostpreußen (und damit zu Deutschland) oder den Anschluss an Polen ab. In Groß Mrosen stimmten 200 Einwohner für den Verbleib bei Ostpreußen, auf Polen entfielen keine Stimmen.
Die Landgemeinde vergrößerte sich am 30. September 1928 um den Nachbarort Regelnitzen (1938 bis 1945 Regelnhof, polnisch Regielnica), der eingemeindet wurde. Am 1. Januar 1929 erhielt Groß Mrosen den Ortsnamen „Mrossen“. Die Einwohnerzahl stieg bis 1933 auf 409 und 1939 auf 414. Am 3. Juni (offiziell bestätigt am 16. Juli) des Jahres 1938 erfolgte die Umbenennung in „Schönhorst (Ostpr.)“.
In Kriegsfolge kam das Dorf 1945 mit dem gesamten südlichen Ostpreußen zu Polen und erhielt die polnische Namensform „Mrozy Wielkie“. Es ist heute Sitz des Schulzenamtes (polnisch Sołectwo) Mrozy, zu dem auch Mrozy Małe (Klein Mrosen) gehört. Als solches ist Mrozy Wielkie eine Ortschaft im Verbund der Gmina Ełk (Landgemeinde Lyck) im Powiat Ełcki (Kreis Lyck), vor 1988 der Woiwodschaft Suwałki, seither der Woiwodschaft Ermland-Masuren zugehörig.

## Religionen
Vor 1945 war Groß Mrosen in die evangelische Pfarrkirche Lyck in der Kirchenprovinz Ostpreußen der Kirche der Altpreußischen Union und in die römisch-katholische Kirche St. Adalbert Lyck im Bistum Ermland eingepfarrt.
Auch heute besteht die kirchliche Verbindung nach Ełk, das nun zum Bistum Ełk der Römisch-katholischen Kirche in Polen bzw. – als Filialgemeinde von Pisz (deutsch Johannisburg) – zur Diözese Masuren der Evangelisch-Augsburgischen Kirche in Polen gehört.

## Verkehr

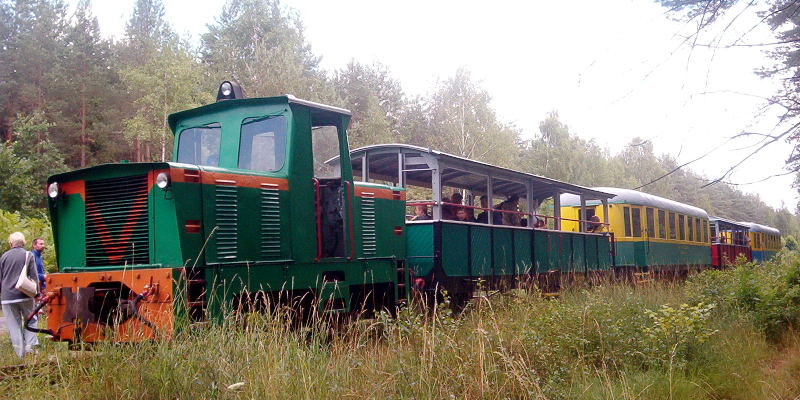
Lycker Kleinbahnen

Mrozy Wielkie ist über einen Abzweig zu erreichen, der von einer Nebenstraße von Ełk (Lyck) über den Stadtteil Szyba nach Regielnica (Regelnitzen, 1938 bis 1945 Regelnhof) und weiter bis Tama führt. Auch führt ein Landweg vom Nachbarort Sodarchy (Sodarchen) nach hier.
Mrozy Wielkie ist Bahnstation an der Strecke Ełk–Turowo der Lycker Kleinbahnen (polnisch Ełcka Kolej Wąskatorowa), die im Touristenverkehr als historische Schmalspurbahn betrieben wird.